# Kolsvedjaberget
Kolsvedjaberget ligger i Ljusdals kommun. Det ligger strax norr om Ljusdal i området Kolsvedja. Berget är 245 meter över havet. På berget finns en gammal hoppbacke som ej längre är i bruk och en allmän stuga som kallas Kolsvedjastugan.